# Florian Lukas
Pour les articles homonymes, voir Lukas.
Florian Lukas est un acteur allemand né le 16 mars 1973 à Berlin-Est dans l'ex-RDA.

## Biographie
Florian Lukas grandit dans le quartier berlinois de Berlin-Prenzlauer Berg. À l'âge de 17 ans, il commence à jouer au théâtre, d'abord dans des troupes indépendantes, et de 1993 à 1998 également en tant qu'invité au Berliner Ensemble et au Deutsches Theater de Berlin. En 1992, il fait ses débuts au cinéma dans le rôle principal dans Banale Tage, réalisé par Peter Welz. Il abandonne ses études d'acteur à l'École de cinéma de Babelsberg Konrad-Wolf en 1994.
Dans l'interview au magazine Die Stimme Berlins, il confie qu'en 1997, La vie est un chantier de Wolfgang Becker est présenté à la Berlinale et il essaye en vain d'assister à la première au Zoo Palast - il ne réussit pas à entrer parce qu'on le prend pour un mineur. Il ne sait pas encore qu'il jouera sous la direction de Becker six ans plus tard.  
Florian Lukas s'est fait connaître du grand public cinématographique en 1998, à la fois dans le rôle du jeune Reza dans le premier film de Til Schweiger, L'Ours polaire, et aux côtés de Frank Giering et Antoine Monot. dans Les Bouffons de Sebastian Schipper dans le rôle du rappeur hambourgeois en herbe Rico. En 1998 également, il apparait dans le rôle de Sven dans St. Pauli Nacht de Sönke Wortmann. Pour sa performance d'acteur dans St. Pauli Nacht et Les Bouffons, il reçoit le Prix du film bavarois du meilleur jeune acteur, pour Les Bouffons, il reçoit également le New Faces Award et le Actor Award au festival du film de Sotchi, en Russie. 
Il connait un grand succès en 2003, dans le rôle de l'électricien est-alllemand Denis dans la tragi-comédie Good Bye, Lenin!. Pour ce rôle, il a reçu le Prix du cinéma allemand du Meilleur acteur dans un second rôle et un Bambi en 2003.
En 2004, il incarne l'entraîneur Carsten dans la comédie pour adolescents Girls and Sex de Dennis Gansel. La même année, dans l'épisode Schweigen de Tatort, il incarne Daniel Weinert, qui a été abusé alors qu'il était enfant de chœur dans un monastère catholique et qui plus de 30 ans plus tard, souffre toujours du crime.
En 2010, Lukas apparaît dans le clip de la chanson Danke de l'album Für dich immer noch Fanta Sie des Fantastischen Vier.
En 2014,  The Grand Budapest Hotel de Wes Anderson avec sa participation fait l'ouverture de la Berlinale 2014 et sera en compétition pour l'Ours d'or, Lukas y donne la réplique à Ralph Fiennes et Harvey Keitel. À la Berlinale 2024, il est présent dans deux films : Banale Tage (Rétrospective) et Berlin, été 42 (Compétition).
En 2025, il incarne Hans Rosenthal, légende de la télévision allemande avec l'émission Dalli Dalli, dans le film biographique Rosenthal de Oliver Haffner.

## Filmographie
- 1992 : Banale Tage de Peter Welz : Michael
- 1997 : La Raison du cœur (Tut mir leid wegen gestern) d'Anna Justice : Harri
- 1997 : Bandagistenglück de Maria Teresa Camoglio : Christian
- 1997 : Dazlak de Helke Sander : Dazlak
- 1998 : Le Test de dureté de Janek Rieke : Robert
- 1998 : Der Eisbär de Granz Henman et Til Schweiger : Reza
- 1999 : St. Pauli Nacht de Sönke Wortmann : Sven
- 1999 : Les Bouffons (Absolute Giganten) de Sebastian Schipper : Ricco
- 2000 : Zoom - It's Always About Getting Closer : Tom Waller
- 2001 : Girls and Sex de Dennis Gansel : Trainer Carsten
- 2001 : Émile et les Détectives (Emil und die Detektive) de Franziska Buch : serveur
- 2001 : Planet der Kannibalen de Hans-Christoph Blumenberg : Adam Singer
- 2003 : Good Bye, Lenin! de Wolfgang Becker : Denis Domaschke
- 2003 : Befreite Zone de Norbert Baumgarten : Michael Resser
- 2003 : Liegen lernen de Hendrik Handloegten : Mucke
- 2003 : Zuckerbrot de Hartmut Schoen : Ricki
- 2004 : La Ligne de cœur (Kammerflimmern) de Hendrik Hölzemann : Richie
- 2005 : Keine Lieder uber Liebe de Lars Kraume : Tobias Hansen
- 2006 : FC Venus de Ute Wieland : Steffen Hagen
- 2007 : Kein Bund fürs Leben de Granz Henman : Thorsten Schleifer
- 2007 : Stellungswechsel de Maggie Peren : Frank
- 2008 : Face nord de Philipp Stölzl : Andi Hinterstoisser
- 2008 : Warten auf Angelina de Hans-Christoph Blumenberg : Paparazzo Maik Tremper
- 2010 : L'Étrangère de Feo Aladag : Stipe
- 2011 : I Phone You de Dan Tang : Marco
- 2011 : Anduni - Fremde Heimat de Samira Radsi : Manuel
- 2011 : Le Souvenir de toi (Die verlorene zeit) d'Anna Justice : Hans von Eidem
- 2011 : Don 2 de Farhan Akhtar : dét. Jens Berkel
- 2012 : Into the White de Petter Næss : lieutenant Horst Schopis
- 2014 : The Grand Budapest Hotel de Wes Anderson : Pinky
- 2015 : Le Jour de vérité (téléfilm) d'Anna Justice : David Kollwein
- 2018 : La Révolution silencieuse (Das schweigende Klassenzimmer) : Le recteur Schwarz
- 2021 : Un doux désastre (Sweet Disaster) de Laura Lehmus : Felix
- 2024 : Fortes têtes (Familie is nich) de Nana Neul : Holger
- 2024 : Berlin, été 42 (In Liebe, Eure Hilde) de Andreas Dresen : médecin de prison
- 2024 : Rosenthal de Oliver Haffner : Hans Rosenthal